# راه من (ترانه فارسی)
«راه من» ترانه‌ای فارسی است که به‌صورت مجزا توسط داریوش اقبالی و ابی اجرا شده است. این ترانه را می‌توان نسخهٔ فارسی ترانهٔ راه من از فرانک سیناترا دانست.

## حق معنوی
بحث‌هایی بر سر حق معنوی این ترانه وجود دارد. ابی دربارهٔ این ترانه می‌گوید:
[حدود سال ۱۹۹۸]، با بیژن مرتضوی توری داشتیم و بالطبع موقعی که با هم همکاری داشتیم سعی کردیم که کار مشترکی هم انجام بدیم [...] قرار شد که قسمتی از این آهنگ را من بخونم و قسمت دیگری رو آقای بیژن مرتضوی بخونه و قسمتی رو هم با ویالن قشنگشون اجرا کنن.
من در اون موقع هزینه این آهنگ را به کمک آقای امین پیروانی فراهم کرده بودم که مبلغ ۸۰۰۰ دلار بود [...] این مبلغ را به آقای فرید زلاند دادم که هزینه دستمزدهای شاعر یعنی آقای شهیار قنبری و تنظیم کننده آهنگ و استودیو بود. من این آهنگ را در استودیو خوندم‎. [...] بعد از اینکه من از آقای زلاند آهنگ ساخته شده رو گرفتم، یک صبح تا شب جداگانه روی اون کار کردم و قسمتهایی از اون رو تغییر دادم‎. بعد از خوندن این آهنگ در استودیو که حدود دو ساعت و نیم طول کشید، آقای زلاند از نتیجه کار بسیار راضی بود و اتفاقاً همسرم مهشید هم از مراحل ضبط این آهنگ فیلمبرداری کرد [...] من آهنگ رو مثل مجسمه ای تکمیل کردم و روی ترانه و ملودی اون دوباره کار کردم و همونطور که از اسمش پیداست برای من خیلی شخصی بود و ریزه کاریهای مخصوص خودم رو روش اجرا کردم؛ بنابراین قاعدتاً از لحاظ خوانندگی متعلق به من هستش‎. [در یک وب‌سایتی] به نقل از ایشون [داریوش اقبالی] خوندم که «اگر این آهنگ را شنیده بودند آن را خاک می‌کردند.» در صورتیکه در همون موقع آقای داریوش این آهنگ را بارها با صدای من و بدون صدای بیژن مرتضوی شنیده بود و می دونست که این آهنگ توسط من اجرا شده‎.
فرید زلاند در این باره می‌گوید:
بیژن مرتضوی و آقای ابی برنامه‌ای داشتن و از من خواستند که یک آهنگ براشون بسازم [...] آهنگ رو ساختم و به صورت دمو ضبط کردم و آقای ابی و آقای بیژن مرتضوی این آهنگ رو خوندند. حتی آقای بیژن مرتضوی توی این آهنگ ویولن نواختند. بعد از اینکه این آهنگ رو ضبط کردیم قرار بود به صورت یک سی‌دی تک‌آهنگ در کنسرت‌ها پخش بشه. بعدها آقای بیژن مرتضوی و آقای ابی تصمیم گرفتند که این کار رو اجرا نکنند. به هر حال در کل هیچگونه پولی بابت این قضیه برای شخص بنده و آقای شهیار قنبری رد و بدل نشد! تنها خرج پرداخت به تنظیم‌کننده و استودیو بود که اون هم از طرف کنسرت گذار انجام شد [...] این آهنگ حق من بوده، کار من و شهیار قنبری بوده و ما بعد از مدتی تصمیم گرفتیم که این آهنگ رو تغییر بدیم. [...] من به عنوان آهنگساز و آقای شهریار قنبری به عنوان ترانه سرا تصمیم گرفتیم این آهنگ رو تنها صدایی که مردم شناختند و به اون صدا اعتماد و باور سیاسی دارند، یعنی آقای داریوش بخونه.